# Zygmunt Żyłka
Zygmunt Tomasz Żyłka (ur. 28 września 1941 w Bażanówce) – polski lekarz, specjalista chirurg, działacz opozycji solidarnościowej, późniejszy samorządowiec, radny Rady Miasta Sanoka i Rady Powiatu Sanockiego.

## Życiorys
Urodził się i wychował w wielodzietnej rodzinie o tradycjach patriotycznych, aktywnie uczestniczącej w antyhitlerowskim ruchu oporu, w domu Stanisława (zm. 1999, instruktor budowlany) i Marii z domu Kędzior. Jego rodzina doświadczała częstych szykan ze strony SB, z powodu braci matki, Stanisława i Zygmunta, będących żołnierzami II Korpusu, którzy pozostali na uchodźstwie w Kanadzie oraz Jana (ps. „Rola”) będącego działaczem podziemia antyhitlerowskiego i delegatem Rządu Londyńskiego na powiat sanocki. W 1959 ukończył Liceum Ogólnokształcące Męskie w Sanoku (obecnie Szkoła Podstawowa nr 8 im. Królowej Zofii w Sanoku), gdzie w jednej klasie uczył się m.in. z Edwardem Drozdem, Wojciechem Rybickim oraz Januarym Komańskim. Absolwent Warszawskiej Akademii Medycznej (1965). Od 1966 r. pracował w sanockim szpitalu.
Po wprowadzeniu stanu wojennego przedostał się na teren zakładu ZPG „Stomil” Sanok, gdzie wszedł w skład komitetu strajkowego i aktywnie uczestniczył w strajku okupacyjnym. 15 grudnia 1981 aresztowany na wniosek Wydziału Śledczego KWMO w Krośnie w związku z tym, że był aktywnym działaczem MKK NSZZ Solidarność i przewodniczącym Klubu Inteligencji Katolickiej. Internowany w Uhercach Mineralnych w okresie od 15 grudnia 1981 do 26 stycznia 1982. Spośród 72 internowanych z dawnego województwa krośnieńskiego był jedynym lekarzem specjalistą. W późniejszym czasie rozpracowywany z powodu podejrzeń „o wrogą działalność w środowiskach”. Aktywnie współpracował z innymi działaczami opozycji, rozprowadzając bezpłatne leki otrzymane z darów, głównie amerykańskich, mimo obowiązującego wówczas embarga.
Po upadku komunizmu był członkiem naczelnej rady lekarskiej I kadencji. W 1993 roku kandydował do sejmu w okręgu nr 22 Krosno z listy komitetu KKW „Ojczyzna”, uzyskując z ostatniego miejsca na liście drugi najlepszy wynik, tuż po Stanisławie Zającu, który startował z pierwszego miejsca. Mimo że komitet osiągnął drugi wynik w okręgu, nie zdobył mandatu, ponieważ jako komitet koalicyjny nie przekroczył 8% progu wyborczego na poziomie krajowym. W wyborach samorządowych 1994 uzyskał mandat radnego Rady Miasta Sanoka startując z listy Podkarpackie Forum Prawicy Koalicja Dla Sanoka. W wyborach samorządowych 1998 uzyskał mandat radnego I Rady Powiatu Sanockiego startując z list AWS. Mandat radnego powiatu uzyskał jeszcze w wyborach w 2002 (Sanok – Rodzina – Sprawiedliwość) i w 2006 (Stowarzyszenie „Wiara – Tradycja – Rozwój”).
Żonaty z Marią Koncewicz-Żyłka (lekarz specjalista pediatra, była radna miasta Sanoka), z którą ma trzech synów: Tomasza (inżynier rolnictwa), Bogumiła (lekarz specjalista chirurg) oraz Michała (brytyjski adwokat ds. międzynarodowych). Jego wuj Zygmunt Kędzior ps. „Kabel” dowodził w Bażanówce lokalną placówką AK. Innym z jego dalszych krewnych był również pułkownik Zygmunt Żyłka-Żebracki ps. "Żeliwa". Był przyjacielem i osobistym lekarzem represjonowanego księdza Adama Sudoła – wieloletniego proboszcza w Sanoku oraz bliskim znajomym senatora Stanisława Zająca, który zginał w katastrofie smoleńskiej.

## Wyróżnienia
- Krzyż Kawalerski Orderu Odrodzenia Polski (2024)[12],
- Krzyż Wolności i Solidarności (2023)[3][13],
- Medal za Długoletnie Pożycie Małżeńskie (2018)[14],
- Tytuł Honorowego „Wiarusa” Podkarpackiego Wojska (2009) – za kreowanie pozytywnego obrazu wojska oraz życzliwe wspieranie spraw związanych z obronnością województwa podkarpackiego,
- Laureat plebiscytu pacjentów na najlepszego lekarza specjalisty z Podkarpacia „Eskulap 2001” organizowanego przez Gazetę Codzienną Nowiny[15].